# مدفود (اورگن)
مدفورد (به انگلیسی: Medford) شهری در شهرستان جکسون ایالت اورگن است و در سرشماری سال ۲۰۱۱ میلادی، ۷۵،۱۸۰ نفر جمعیت داشته که نسبت به سال ۲۰۱۰، ۰٫۳۷+ درصد رشد جمعیت داشته‌است.